# Domus de Terpsícore (València)
El Domus de Terpsícore és el nom amb què es coneixen les restes arqueològiques, datades de la segona meitat del segle II d. C., que es van descobrir sota l'actual seu de les Corts Valencianes, durant les obres que s'hi van realitzar, després de la compra, en 1986, de dos immobles (els números 4 i 6) en el carrer de la Unió, per a l'ampliació de les Corts Valenciana, obra dirigida per Manuel Portaceli Roig.
El nom li ve del mosaic trobat amb decoració de la musa de la dansa i la poesia lírica, en les excavacions.
De la casa, el més destable van ser els fragments de pintura mural corresponents a un llenç de paret. La decoració s'estructurava en dos cossos separats per filets. La part superior presenta un desenvolupament de sanefa correguda amb decoració de raïms. El cos principal es divideix en quadres separats per interpanel amb motiu de canelobres figurats, coronats per erotes.
En el panell central, sobre fons vermell cinabri, es representa una figura femenina togada. Per darrere de les seves cames s'oculta un elefant que deixa veure els seus ullals.
El registre decoratiu original comptava amb un sòcol de fals marbre clapejat en verd, una part mitjana formada per panells en vermell cinabri decorats amb figures femenines centrades, acompanyades de diferents elements: una palmera, un cocodril i un elefant i, al costat d'elles, una figura masculina de cabell rullat, tocada amb capell punxegut i abillat amb túnica curta. Aquestes figures s'han interpretat com a personificacions de diferents províncies de l'Imperi Romano, considerant els experts que potser aquesta representi a Mauritània.
La part superior presentava sanefa correguda de raïms sobre fons negre.